# Vámmentes házasság
A Vámmentes házasság 1980-ban bemutatott, finn-magyar kooperációban készült játékfilm.

## Cselekmény
Mari taxisofőrként dolgozik Pesten. Egy nap elviszi vőlegényét, Dinit a határig, ahol elbúcsúznak egymástól, mert a férfi úgy dönt: nem jön többet vissza Magyarországra. Nem sokkal később csomagot és levelet küld Marinak egy finn fiúval, Pekkával. Bár a fiú csak egy hetet marad Magyarországon, ennyi idő is elég ahhoz, hogy Mari barátnői rábeszélik: kössön névházasságot a taxislánnyal, aki így kijuthat Dinihez. Pekka idegenkedik a házasságkötéstől, de Mari tetszik neki, így végül is rááll a dologra. A lányok kiutaznak Finnországba, ahol eleinte minden a közös terveik szerint halad, ám miután Pekka szülei is tudomást szereznek a készülő házasságról, a helyzet kezd egyre bonyolultabbá válni.

## Közreműködők

### Alkotók
- Rendező: Zsombolyai János
- Forgatókönyvírók: Matti Ijäs, Kertész Ákos, Kóródy Ildikó, Olli Soinio, Kerttu-Kaarina Suosalmi, Zsombolyai János
- Producer: Pentti Helanne
- Operatőr: Ragályi Elemér

### Szereplők
- Kiss Mari ... Magyar Mari
- Tom Wentzel ... Pekka Eskola
- Margitai Ági ... Ági
- Esztergályos Cecília ... Ili
- Leena Rapola ... Elina
- Juha Hyppönen ... Erik
- Eila Rinne ... Pekka anyja
- Kalevi Kahra ... Pekka apja
- Jukka Sipilä ... Jukka
- Sulevi Peltola ... Paavo
- Kállay Ilona ... Olga
- Gáti Oszkár ... Dini
- Udvaros Dorottya ... Ildi
- Wichmann Tamás ... Tamás
- Koós Olga	... Mari anyja
- Mécs Károly ... Feri, Ági férje
- Hollósi Frigyes ... Szállítómunkás
- Ujlaki Dénes ... Szállítómunkás
- Németh László ... Tiszt
- Haraszin Tibor ... Mari apja
- Lauri Törhönen ... Férfi az étteremben
- Mikko Niskanen ... Férfi a kikötőben
- Veikko Simola ... Pap
- Ilmari Piilonen ... Zenész
- Lauri Rasi ... Zenész
- Fekete Tibor
- Paavo Piskonen